# Coenosia bannaensis
Coenosia bannaensis este o specie de muște din genul Coenosia, familia Muscidae, descrisă de Xue și Tong în anul 2003. Conform Catalogue of Life specia Coenosia bannaensis nu are subspecii cunoscute.